# Minahasaflugsnappare
Minahassaflugsnappare (Eumyias sanfordi) är en utrotningshotad fågel i familjen flugsnappare som enbart förekommer på Sulawesi i Indonesien.

## Utseende och läten
Minahasaflugsnapparen är en rätt liten (14,5 cm), färglös och diskret fågel. Ovansidan är gråbrun (gråare på hjässan), med mörk tygel och mer åt olivbrunt på övergump och stjärt. Undersidan är brungrå med ljusare undergump. Sången är en hektisk, cyklisk melodi som stiger och sedan faller, bestående av åtta till nio toner.

## Utbredning och systematik
Fågeln förekommer enbart i bergstrakter på norra Sulawesi. Den behandlas som monotypisk, det vill säga att den inte delas in i några underarter.

### Släktestillhörighet
Minahasaflugsnapparen placeras traditionellt i släktet Cyornis, men förs sedan 2022 till Eumyias av tongivande Clements et al. Denna linje följs här.

## Status
Minahasaflugsnapparen har ett litet utbredningsområde, men beståndet anses vara stabilt. IUCN kategoriserar arten som livskraftig.

## Namn
Fågelns vetenskapliga artnamn hedrar Dr Leonard Cutler Sanford (1868-1950) amerikansk zoolog som organiserade expeditionerna Whitney-Sanford South Pacific samt sponsrade American Museum of Natural History Mt Hagen Expedition.  Minahasa är namnet på Sulawesis norra halvö. På svenska har arten även kallats matinanblåflugsnappare.